# Министерство информации и национальной безопасности Ирана
Министерство информации Исламской Республики Иран (перс. وزارت اطلاعات جمهوری اسلامی ایران‎) — государственный орган исполнительной власти Ирана, выполняющий разведывательные, контрразведывательные, контртеррористические и информационно-аналитические задачи, а также координирующий деятельность других специальных служб Исламской Республики Иран.

## Руководство
Министерство информации ИРИ возглавляет министр информации, назначаемый на должность Меджлисом по представлению Президента Ирана, который, таким образом имеет значительные полномочия в сфере разведывательной деятельности МИ. Министр информации является членом Высшего совета национальной безопасности. Это означает, что Верховный руководитель ИРИ имеет большое влияние при назначении министра и внимательно следит за его деятельностью.

### Министр
С 15 августа 2013 года Министерство информации возглавляет Махмуд Алави.

### Заместители министра
- Заместитель министра по безопасности и внутренней разведке
- Заместитель министра по контрразведке
- Заместитель министра по внешней разведке
- Заместитель министра по охране
- Заместитель министра по политической разведке
- Заместитель министра по стратегическим исследованиям
- Заместитель министра по учебно-исследовательским вопросам
- Заместитель министра по архивно-документационным вопросам
- Заместитель министра по вопросам управления, персонала и финансов
- Заместитель министра по правовым вопросам и взаимодействию с парламентом
- Заместитель министра по экономической разведке
- Заместитель министра по общественно-культурной деятельности
- Заместитель министра по технологиям и инновациям
- Руководитель Организации государственной безопасности

## Структура
- Структура Центрального аппарата Министерства информации ИРИ:
  - Департамент безопасности и внутренней разведки
    - Главное управление безопасности
    - Управление анализа и информации
    - Главное управление по операциям

  - Департамент контрразведки
    - Главное управление контрразведки

  - Департамент внешней разведки
    - Главное управление по европейским странам
    - Главное управление по африканским странам
    - Главное управление по США
    - Главное управление по Израилю
    - Главное управление по Северной и Южной Америке
    - Главное управление по Ближнему Востоку
    - Главное управление по Палестине
    - Главное управление по Азиатско-Тихоокеанскому региону

  - Департамент по охране 
    - Главное управление по охране
    - Главное управление по связям с общественностью

  - Департамент политической разведки
    - Главное управление политической разведки
    - Департамент экономической разведки
    - Главное управление экономической разведки
    - Главное управление по борьбе с экономическими преступлениями

  - Центр исследований
    - Главное управление стратегических исследований

  - Социально-культурный департамент
    - Главное культурное управление
    - Главное социальное управление

  - Департамент управления, персонала и финансов
    - Главное управление кадров
    - Главное управление персонала
    - Управление социального обеспечения
    - Главное финансовое управление
    - Главное организационное управление
    - Медицинская служба

  - Департамент технологий и инноваций 
    - Главное управление инноваций
    - Главное управление разведывательных технологий
    - Служба безопасности сети

  - Учебно-исследовательский департамент
    - Главное учебное управление
    - Главное исследовательское управление

  - Департамент по правовым вопросам и взаимодействии с парламентом
    - Главное управление связей с парламентом
    - Главное правовое управление

  - Департамент архивов и документации
    - Главное управление архивов

## Подведомственное учреждение
- Университет информации и национальной безопасности имени Имама Бакира

## История
Министерство информации Исламской Республики Иран было создано 18 августа 1983 года на базе существовавшей ранее Службы информации и национальной безопасности Ирана «САВАМА» (1979—1983 г.), предшественницей которой была Служба информации и государственной безопасности (САВАК) (1957—1979 гг.).
После исламской революции 1979 на базе шахской спецслужбы САВАК и структур иранского шиитского подполья, возникших в 1960-е годы в Южном Ираке, Ливане, Египте и США, в Иране была сформирована новая спецслужба. Формирование её происходило при содействии служб безопасности Египта и Организации освобождения Палестины. В основном режим Хомейни привлекал на службу офицеров из разведывательных структур САВАК, предпочтение отдавалось работавшим ранее на иракском направлении и по странам Персидского залива.
5 мая 1979 года указом аятоллы Хомейни был образован Корпус Стражей Исламской Революции (КСИР — Кодсе Пасдаране Энгелабе Ислами), в задачу которого входил поиск и расстрел сотрудников шахской охранки САВАК, а также сторонников монархии. Основателем КСИР был хомейнист Хушанг Дастгерди.
Официально, исламские революционные власти распустили САВАК законом от 24 февраля 1979 года. Первым директором «САВАМА» хомейнисты назначили видного шахского генерала Хоссейна Фардуста (которого завербовал революционный совет). В 1985 году генерал Фардуст за «связи с Москвой» был снят со своей должности и заключён в тюрьму, где и «умер» в 1987 году.
Как указывалось, «САВАМА» формировался при помощи инструкторов и сотрудников предшествующей организации. По словам социолога Чарльза Курцмана, с приходом к власти исламистов САВАК не был демонтирован, а всего лишь изменил своё название и прежнее руководство, и по-прежнему действует с теми же методами спецопераций, а также практически без изменений остался и «персонал». В энциклопедии «Britannica» указывается, что новая организация ИРИ во многих странах пользуется услугами персонала из САВАК.
Аятолла Хомейни и не помышлял упразднять столь эффективную службу внутренней и внешней безопасности, несмотря на то, что в течение длительного периода времени он и его сподвижники громко заявляли о «беспощадности и кровожадности» шахской тайной полиции САВАК. Новые руководители лишь устранили прошахскую верхушку спецслужб и заменили их на исламских комиссаров. Более того, если те работники шахской охранки САВАК, которые боролись с мятежным шиитским духовенством, были, как правило, казнены, то подразделения САВАК, специализировавшиеся на «красной опасности», были сохранены в неприкосновенности и влились в состав исламской политической полиции САВАМА (Иранская национальная организация информации и безопасности). Помимо глав этих подразделений генералов Али Акбар Фразия и Али Мохаммед Каве, САВАМА воспользовалась услугами специалиста по борьбе с оппозицией шахского генерала Фардуста, который был другом детства шаха и обвинялся в начале «исламской революции» в организации массовых расправ над антишахскими демонстрантами.
В сфере внешней разведки новая спецслужба использовалась хомейнистским режимом для попыток экспорта исламской революции с опорой на шиитские общины Ближнего Востока, Центральной Азии, Африки, Южной и Северной Америки. За рубежом у новых разведорганов Ирана сформировались прочные позиции в Ираке благодаря местной шиитской и курдской оппозиции, в частности организации «Хизб аль-Дауа аль-Исламийа», а с 1982 — и «Верховному совету исламской революции в Ираке», в Ливане (благодаря организации «Амаль», а с 1982-го — «Хезболла»), в Саудовской Аравии (благодаря шиитской оппозиции, попытавшейся в конце 1979-го захватить Мекку с целью свержения монархии), а также США (благодаря 30 000 иранских студентов, объединённых в Ассоциацию исламских студентов Америки) и Франции. По некоторым сведениям, глава разведки новой организации Хоссейн Фардуст (в прошлом входивший в руководство САВАК, а с начала 1970-х возглавлявший автономную структуру «Специального бюро сведений»), был смещён со своей должности по подозрению в сотрудничестве с КГБ и в декабре 1985 как «советский агент» оказался в тюрьме.
Внутри страны деятельность спецслужбы была ориентирована на подавление оппозиционной активности.
Новая спецслужба была организационно оформлена 18 августа 1984, сначала под названием «Министерство информации и государственной безопасности Ирана» и впоследствии переименована в «Министерство разведки и национальной безопасности». Информацию о её деятельности часто трудно получить.
В 1999 году «преступные элементы» из министерства привлекались к ответственности за печально известные серийные убийства писателей-диссидентов и интеллектуалов, в том числе убийства иранских политических диссидентов внутри и за пределами страны.
С главой Министерства координируют свою деятельность практически все административные и силовые структуры Ирана, особенно это касается Корпуса стражей исламской революции.

### «Революционная» чистка в армии и САВАК от монархистов
Почти сразу же, после падения монархии, ведущие военные деятели шахского периода были публично казнены новым режимом. На самом деле, с первых же дней «Эры Хомейни» расправа над высшим генералитетом шаха носила массовый государственный характер. Казни «роялистов» производились в «атмосфере произвола и бесконтрольности». Этот «террор» был предназначен для усмирения жажды революционной массы, требовавших «гильотинировать» видных офицеров шахского Ирана. Подобная политика в отношении генералитета имела и другое предназначение, а именно: направить чёткое послание офицерам среднего звена о безоговорочном подчинении новому режиму. «Революционные трибуналы» творили скорый суд: вся процедура занимала 5-10 минут, после чего приговор тут же приводился в исполнение. Одним из первых на крыше резиденции Хомейни был расстрелян бывший шеф САВАК генерал Нематолла Насири.
В феврале 1979 года, в Тегеране, три шахских генерала были расстреляны в присутствии иностранных журналистов, при этом заявив, что «некоторые из них видные воры, которые правили этой страной на протяжении последних 10 лет». Новое руководство фактически приняло решение, что "чистки в вооружённых силах будут проводиться и в дальнейшем, но в ограниченных масштабах, сосредоточившись лишь на «коррумпированных элементах».
Генерал Манучер Хосродад (офицер ВВС) был арестован 13 февраля при попытке бежать из Ирана. Будучи сторонником шаха, он был помещён под стражу до вынесения постановления революционного трибунала. 15 февраля, четыре высших генерала, среди них Нематолла Нассири (бывший глава САВАК), Реза Наджи (военный губернатор Исфахана), Мехди Рахими (военный губернатор Тегерана) и Манучехр Хосроудад были казнены в «соответствии с исламскими нормами и предписаниями» в Тегеране. На государственном радио было заявлено о «казни палачей предыдущего режима» с целью «очищения крови революции и притока новой, революционной крови.» Радиовещание также передало, что 20 других высокопоставленных должностных лиц режима Пехлеви в скором времени предстанут перед судом революционного трибунала, после чего им вынесут смертный приговор.
80% из первых 200 казнённых сторонников шаха принадлежали армейской среде (генералитет, высшее офицерство) и соответственно шахской тайной полиции САВАК. Большая часть руководителей всех департаментов и ведомств САВАК были казнены.
Свыше 3 000 сотрудников центрального штата и агентов САВАК были выслежены исламскими революционными «комиссарами» один за другим и жестоко замучены. Только те из них, кто в момент победы революции находились на миссиях вне Ирана, смогли уйти живыми от беспощадной расправы со стороны исламских фундаменталистов.
Зачастую причиной казни являлись не «коррумпированные связи», а самая примитивная кровная (личная) месть. После гибели офицера его семья, как правило, подвергалась всевозможным преследованиям, особенно усердствовали в этом левацкие радикальные группировки. Только за два послереволюционных месяца они уничтожили более 20 тыс. так называемых «монархистов», по сути же кадровых военнослужащих иранской армии и бывшей шахской охранки САВАК. Немало офицеров, унтер-офицеров и даже солдат, особенно в сухопутных войсках, национальной полиции и жандармерии, в страхе за свою жизнь самовольно покидали места службы. К июлю 1979 года число дезертиров превысило 250-тысячную отметку. К осени почти все офицеры, известные как сторонники шаха или настроенные против исламских порядков, так или иначе были казнены. Среди них 14 командиров армейских дивизий, 8 командиров отдельных армейских бригад и все военные губернаторы.
Избежать репрессий удалось лишь тем из старших офицеров, кто был в опале у шаха и стал сотрудничать с новым режимом. Остались на своих прежних должностях и те высшие военные чины, которые способствовали сдаче своих подразделений революционным силам или ещё до этого делали всё, чтобы развалить армию изнутри. Но и они скоро попали под безжалостный «меч революции».
В чём было полное единодушие у всех светских и религиозных фракций, так это в проблеме армии. Было решено значительно уменьшить её численность, ликвидировать привилегии высшего военного руководства, поставить армейские структуры вне политики.
В соответствии с этой установкой временное Революционное правительство, сформированное Мехди Базарганом по поручению Хомейни, объявило, что Иран больше не будет выполнять функции «жандарма Персидского залива». Соглашения и контракты, в первую очередь с США и западными государствами, на поставку современного оружия и военной техники (самолётов, радиолокационных станций, танков, боевых кораблей) были или отменены, или заморожены, а оставшиеся иностранные военные советники и специалисты были высланы из страны. Американские станции разведки и наблюдения на иранской территории были закрыты. Национальный воинский контингент, который в составе войск ООН находился в Ливане, а также соединение иранских войск, дислоцированное в Омане, получили приказ возвратиться домой.
В мае 1979 года исламское правительство заявило о своём намерении сократить вооружённые силы наполовину. Отныне призыв не должен был проводиться насильственными методами, к тому же новобранцам предстояло служить не два года, как было при шахе, а всего год. И хотя никто не возражал против подобных нововведений, мало нашлось тех, кто выразил согласие с таким правительственным курсом. Радикалы, например, требовали установления полного гражданского контроля над национальными вооружёнными силами и смены высшего военного руководства. В одном были едины все политические лидеры: необходимо провести чистку армии. Но когда дело дошло до определения её критериев и методов осуществления, начались бесконечные дебаты и споры, в ходе которых между различными политическими силами выявились острые разногласия.
Хомейни и некоторые его сторонники, хотя и не доверяли профессиональным военным, ясной точки зрения относительно того, что же с ними делать, не имели. То они выступали за слияние армии с вооружёнными отрядами политических группировок, полагая, что «революционеры» возьмут военных под свой контроль, а те в свою очередь не только обучат боевиков, но и отучат их от партизанщины; то призывали лишь покончить с коррумпированной армейской верхушкой. В окружении Хомейни были и те, кто считал, что нужно устранить лишь явно прошахских офицеров, но сохранить дисциплину и боеспособность профессиональной армии.
Несмотря особую на важность, придаваемую государством так называемому идеологическому аппарату, репрессивные инструменты государства также выросли до пугающих размеров.
Разрушение шахской тайной полиции, армии, военных судов и т. д. было самими ближайшими целями революционного движения. Ещё до фактического ниспровержения шахского режима, его репрессивные органы слабели и распадались под ударами массовых выступлений. Пять лет спустя, однако, все они были не только практически восстановлены в своей дореволюционной силе, но и, сверх того, были дополнены новыми даже более мощными инструментами репрессий, получившими легитимность в качестве «ростков революции».
Как видно, после падения шаха, исламский режим был особенно суров в отношении очень высоких должностных лиц организации безопасности шаха САВАК. В первые месяцы революции, высшие должностные лица САВАК были либо казнены, либо были осуждены на очень длительные сроки тюремного заключения. Многие сотрудники САВАК — особенно те, наиболее известные или подозреваемые в активном участии в подавлении мусульманского духовенства и светских противников шаха — были строго наказаны. Однако, количество высококвалифицированных сотрудников САВАК стали частью созданного хомейнистами нового аппарата безопасности, чтобы заменить САВАК. В общем, самый низкий уровень чиновников САВАК, которые оказались задержаны в течение короткого времени на начальном этапе революции были просто уволены.

### «САВАМА» и антихомейнистская оппозиция (1979—1983 гг.)
В 1980 году, The Washington Post» опубликовало статью с заголовком: «По сообщениям, у Хомейни есть собственный САВАК». Новая секретная служба Хомейни была ничем иным, как служба безопасности шаха САВАК. «The Washington Post»: 
«Хотя Хомейни пришел к власти, осуждая режим шаха и действия его тайной полиции САВАК, которую иранцы боялись, правительство Ирана под руководством аятоллы Рухоллы Хомейни создало новую разведывательную службу внутренней безопасности, очевидно, с подобной организационной структурой и с некоторыми из тех же лиц, которые работали в аппарате САВАК.
Новая организация называется САВАМА. Согласно американским и иранским эмигрантским источникам, а также исследованиям украинских специалистов (ст. лей-т. Федоровский Л.Л. 2006" Оценка исторических аспектов политического развития Ирана"), новую организацию безопасности курирует генерал Хоссейн Фардуст, который был заместителем начальника САВАК и другом детства свергнутого монарха Мохаммеда Реза Пехлеви....
"САВАК живет и здравствует" в форме САВАМА, — утверждает Али Табатабаи, бывший советник иранского посольства в Вашингтоне при режиме шаха... теперь президент Фонда Свободы Ирана в Бетесда [Мэриленд, около Вашингтона, округ Колумбия]... "...большое количество бывших сотрудников САВАК начали работать в новой организации", — сказал он. "Фактически, за исключением руководителей бюро [кто управлял отдельными отделами САВАК], организация в целом, кажется, неповреждённой."
В Париже, французский адвокат, кто представляет иранских эмигрантов, лично общался с многими из них, и тем самым владеет обширной информацией о ситуации в Иране, сказал корреспонденту «The Washington Post» Рональду Ковену, что "САВАМА — то же самое что и САВАК без каких-либо изменений в структуре. Они только заменили некоторых руководителей..."

... Табатабаи утверждает, что он владеет надежными источникамии, посредством которых он знает о ситуации дел в Тегеране, и говорит, что организация САВАМА ‘является почти точной копией’ САВАК, с девятью бюро. Среди них: покрытие расходов на персонал, сбор информации внешней разведкой, сбор информации внутренней разведкой, наблюдение за собственными агентами и безопасность его собственных агентов и безопасность правительственных зданий, коммуникаций, финансы, анализ информации собранной разведкой, контрразведка, а также вербовка и обучение».
То, что Али Табатабаи подробно описывает выше, является аппаратом безопасности тоталитарного полицейского государства: девять бюро САВАК/САВАМА шпионили за простыми иранцами и даже непосредственно за чиновниками САВАК/САВАМА. Они также пытали и убивали простых иранцев, поскольку они считали это необходимым: «САВАК систематически применял пытки в качестве инструмента внутренней репрессии». Аятолла Хомейни, установивший тоталитарный полицейский режим, конечно нуждался в эффективных органах безопасности, поэтому с этой точки зрения, восстановление САВАК в форме САВАМА — которая обладала большим опытом борьбы с оппозицией, было оправданным мероприятием. Отныне бывшие сотрудники САВАК начали работать на тоталитарный государственный режим.

В тот период американские чиновники были очень заняты рассказами о том, что аятолла Хомейни (которого они в скором времени в тайне начали вооружать до зубов во время Ирано-Иракской войны) был их врагом, и таким образом они категорически отрицали, что многие сотрудники САВАК теперь работают в САВАМА. Как сообщалось в той же самой статье: 
«В Вашингтоне, однако, американские правительственные аналитики относительно данного вопроса давали более сдержанную оценку… Американские источники говорят, что остатки предыдущей системы могут быть полезной новому режиму. Так, некоторые бывшие функционеры САВАК — описанные как ‘низкий уровень’ — кто работал для шаха, теперь работают для Хомейни.”
Судя по вышеизложенным фактам, можно заключать следующее: как США, так и иранские источники эмигрантов, определённо соглашаются в том, что «САВАМА … управляется … генералом Хоссейном Фардустом, который был заместителем начальника САВАК при шахе…» Мало того: «Фардуст … был давним другом, одноклассником и доверенным лицом шаха. Фардуст, говорит Табатабаи, был также главой специального бюро САВАК, которое суммировало всю разведывательную информацию. Фардуст ежедневно передавал собранную информацию лично шаху.»
Фардуст управлял Ираном для шаха посредством министерства госбезопасности. Также оказывается, что «заместителем Фардуста, как руководителя САВАМА... является генерал Али Мохаммед Каве, бывший глава Бюро САВАК, имеющего дело с анализом собранных разведданных». Также и генерал Али Мохаммед Каве не был точно «низким уровнем». Наконец, по утверждению Табатабаи «сотрудники трёх бывших Бюро, имеющих дело с организацией персонала и суммированием разведывательной информации, все члены указанных Бюро, которые работали на Фардуста, когда он был заместителем начальника САВАК, все ещё работает на него как на руководителя САВАМА».

Сотрудники САВАК, арестованные революционной гвардией (февраль 1979 г.)

Правящая элита США не поддерживала Али Табатабаи и «Фонд Свободы Ирана», который хотел свергнуть Хомейни, и правящей элите США в скором времени стало неловко от того, что Али Табатабаи начал говорить вслух, как аятолла управлял Ираном с помощью спецслужбы САВАК, созданной ЦРУ, точно также, как перед этим делал шах. Возможно, что убийство Табатабаи, вскоре после того, как он сделал вышеупомянутые заявления прессе, вовсе не было связано с ЦРУ.
Однако, стоит указать и следующее обстоятельство, что «только Табатабаи был готов выступать от своего имени в качестве главы Фонда. Только Табатабаи стремился выступить перед телевизионными камерами, чтобы обсудить позиции Фонда. В конце, один из 10 первооснователей Фонда, выразил опасения насчёт использования его имени, из страха за безопасность своей семьи и непосредственно было подтверждено тем, что случилось с Табатабаи…. 'Наша цель заключается прежде всего в разоблачении истинной природы Хомейни’, — сказал Табатабаи.
… Табатабаи был председателем Фонда, а также его пресс-секретарем. Из-за его видного общественного статуса, „Фонд Свободы Ирана“ (Iran Freedom Foundation — IFF), в свою очередь стал широко известным из девяти антихомейнистских групп в Соединенных Штатах…. Табатабаи появлялся на ток-шоу, радио и телевидении, на местном масштабе, национальном и также в Канаде. Он помог организовать крупную антихомейнистскую демонстрацию в Лос-Анджелесе в начале месяца, которая была направлена на примирение и сближение различных антихомейнистских групп».
Другими словами, Табатабаи был большой проблемой для нового исламского режима, и он был единственным человеком, который не молчал — все остальные к тому времени уже получили соответствующее предостережение.
Франсиско Жиль-Вайт, в своём историческом исследований приводит весьма интересную заметку: "После убийства Али Табатабай, я не смог найти в газетных статьях упоминания о идентичности САВАК и САВАМА. Напротив, в следующем году, «The New York Times» сообщила общественности с указанием в заголовке, что «САВАМА не похож на шахский САВАК», указав в тексте, что «САВАК был расформирован после Революция 1979 года». Статья в газете «Christian Science Monitor», в тот же самый год, действительно говорила, что "САВАМА было названием, данным воссозданной организации тайной полиции САВАК, бывший долгие годы оружием террора и пытки в руках покойного шаха, " и газета бросилась заверять своих читателей, что «причина перехода многих членов САВАК в новую службу САВАМА была боязнь за свою собственную жизнь».
Столкнувшись с ожесточённым террором сторонников свергнутого шаха и прочей оппозицией, власть Хомейни ответила жесточайшими репрессиями. После гибели главных соратников аятоллы Хомейни — Мохаммед Али Раджаи и Мохаммад Джавад Бахонара в 1981 году, взрыва штаб-квартиры исламистов в Тегеране, гибели командира КСИР полковника Хушанг Вахид Дастгерди в 1982 году и ряда его подчинённых, хомейнистские контрразведчики развернули облавы на оппозицию по всей стране.
В застенках КСИР и САВАМА были уничтожены лидеры монархистов, коммунистов, иранских курдов, членов оппозиционных групп «Федаин-э Халк» и «Моджахедин-э Халк», социалистов партии «Пейкари». Бывший министр иностранных дел Садек Готбзаде (правая рука Хомейни) убит в тюрьме по личному приказу аятоллы Хомейни сотрудниками САВАМА, лидер моджахедов Мохаммед Реза Саадати повешен в тюремной камере, сменивший его Муса Хиябани расстрелян бойцами КСИР при аресте.
С «Моджахедин-э Халк» и «Федаин-э Халк» справиться было труднее, чем с «Туде» — это были организации городских партизан. Несколько лет «народные моджахедины» и «народные федаины» вели вооружённую борьбу с исламским режимом, пока наконец «федаинское» подполье не было в основном разгромлено и тысячи человек не погибли под чудовищными пытками в исламских тюрьмах.
Часть укрывшихся за границей саваковцев участвовала в монархических заговорах против режима Хомейни. Бывший сотрудник шахских спецслужб Фарадж помогал в 1980 году американскому спецназу «Дельта» при попытке высадиться в Тегеране. Его коллега Мехропур организовал покушение на известного лидера хомейнистов аятоллу Сейед Али Хосейни Хаменеи, взорвав бомбу в тегеранской мечети. Ещё один бывший саваковец, Мусофи, покушался в 1992 году на президента Ирана Али Акбара Хашеми-Рафсанджани, ранив того в руку; Мусофи в 1996 году был арестован в Индии и выдан иранцам. Были в рядах САВАК и те, кто перешёл на службу новому режиму мулл. Высокопоставленный офицер САВАК — Манучер Горбанифар в эмиграции наладил связи с хомейнистским режимом, в 80-е годы тайно поставлял ему оружие из Европы и США.
Исламский режим мулл внимательно следит за деятельностью иранской монархической эмиграции и бывших сотрудников шахских спецслужб. Например, в 2003 году Федеральная прокуратура Германии предъявила одному иранцу обвинения в шпионаже. Сотрудники немецких спецслужб утверждали, что задержанный иранец собирал информацию об активистах иранской оппозиции. Задержанный обладал двойным гражданством: являлся гражданином Ирана и ФРГ. Сотрудники прокуратуры утверждали, что 65-летний Ираджи С. работал на Министерство разведки и безопасности Исламской республики Иран (ВЕВАК) с (1991 по 2002 год). Утверждается, что Ираджи С. отслеживал деятельность активистов иранской оппозиции и бывших сотрудников шахской разведки Ирана САВАК в Европе. Ираджи С. был арестован 12 июня 2003 года.
После победы Исламской революции в одной из бывших тюрем в центре Тегерана был открыт музей «Эбрат», экспозиция которого посвящена документально зафиксированным зверствам политической полиции САВАК.

## Методы пыток
Как общепринято считать, шахская охранка славилась своей жестокостью и тем, что в застенках САВАК пытали всех заключённых, причём наряду с «обычными» современными пытками, распространёнными по всему миру консультантами из ЦРУ, такими как пытка электротоком или пытка удушением, в САВАК практиковали и «местные» изощрённо жестокие восточные пытки, вроде поджаривания на решётке на медленном огне. САВАМА расширила набор пыток за счёт классических средневековых (вроде битья палкой по пяткам, что широко практикуется и в современной Турции, или стягивания головы жгутом) и ввела в практику трёхкратную пытку вне зависимости от того, дал подследственный уже показания или нет.

## Руководители
- Ходжат-оль-ислам Мохаммад Рейшахри (18 августа 1984 — июль 1989)
- Ходжат-оль-ислам Али Фаллахиан (июль 1989 — август 1997)
- Аятолла Корбанали Дори-Наджафабади (август 1997 — 23 февраля 2000)
- Ходжат-оль-ислам Али Юнеси (23 февраля 2000 — 24 августа 2005)
- Ходжат-оль-ислам Голям Хоссейн Мохсени-Эджеи (24 августа 2005 — 24 августа 2009)
- Ходжат-оль-ислам Хейдар Мослехи — (29 августа 2009 — 15 августа 2013)
- Ходжат-оль-ислам Махмуд Алави — (29 августа 2013 — 25 августа 2021)
- Ходжат-оль-ислам Исмаил Хатиб — (с 25 августа 2021).